# Polski Rokendrol
Polski Rokendrol – debiutancki album zespołu PRL wydany na kasecie magnetofonowej w 1994 przez wytwórnię Music Corner Records. Materiał nagrano w 1993 w studiu Gamma. Muzyka i teksty: Kvass & The Toxies United oraz Cezary Hesse ("Jeny, jeny").

## Lista utworów
1. "30 lat"
2. "Nuda"
3. "Spadam w dół"
4. "Ona"
5. "Jeny, jeny"
6. "Nie obchodzi nas nic"
7. "Bez Ciebie"
8. "Strange Love"
9. "Zmęczony człowiek"
10. "Problemy"
11. "Są takie dni"

## Skład
- Rafał "Kvass" Kwaśniewski – śpiew, gitara
- Eva Fiut – gitara basowa, chórki
- Maciej "Nitro" Kowalik – perkusja
- Piotr "Lala" Lewicki – instr. klawiszowe